# Championnats d'Europe de tennis de table 1996
Navigation
Édition précédente Édition suivante
Les championnats d'Europe de tennis de table 1996, vingtième édition des championnats d'Europe de tennis de table, ont lieu du 27 avril au 7 mai 1996 à Bratislava, en Slovaquie.
Le titre simple messieurs est remporté par le suédois Jan-Ove Waldner,, qui remporte aussi le double associé à son compatriote Jörgen Persson.